# Kannamangala, Sidlaghatta
Kannamangala là một làng thuộc tehsil Sidlaghatta, huyện Chikkaballapur, bang Karnataka, Ấn Độ.